# كلير سميث (طاهية)
كلير سميث (مواليد 1978) طاهية إيرلندية شمالية. هي الشيف الراعية لـ Core من تصميم كلير سميث الذي تم افتتاحه في عام 2017. كانت سابقًا شيف Patron في مطعم Gordon Ramsay من 2012 إلى 2016، وفازت بجائزة "Chef of the Year" في عام 2013، اصدرت دليل الغذاء الجيد وحققت درجة مثالية في عام 2015. كما ظهرت سميث في برامج تلفزيونية مثل ماستر شيف وساترداي كيتشن. كما حضرت سميث حفل زفاف الأمير هاري وميغان ماركل لعام 2018. في عام 2017 افتتحت سميث أول مطعم لها Core في لندن. تم منحها ثلاث نجوم ميشلان لعام 2021، مما جعلها أول امرأة إيرلندية شمالية تحصل على مطعم حصل على ثلاث نجوم ميشلان. افتتحت مطعمها الثاني Oncore، في سيدني في عام 2021.

## نشأتها
نشأت سميث في مزرعة في مقاطعة أنتريم. هي الأصغر بين ثلاثة أطفال، والدها ويليام، وهو مزارع، وأمها دورين، التي عملت نادلة في مطعم محلي.
في سن الخامسة عشرة، شغلت سميث وظيفة خلال فترة إجازتها في مطعم محلي، مما ألهمها لتصبح طاهية. تركت المدرسة في السادسة عشرة لدراسة الطعام في كلية هايبري في بورتسموث، هامبشاير.

## مهنة الطهي
أثناء وجودها في كلية الطهي، عملت سميث في تدريب مهني في Grayshott Hall ،Surrey. تركت هذا المنصب للعمل بدوام كامل في مطعم Terence Conran في Michelin House، لندن. تابعت ذلك مع فترة ستة أشهر في أستراليا للعمل في شركة تموين، وعند عودتها إلى المملكة المتحدة، نظمت في مجموعة متنوعة من المطاعم بما في ذلك The Waterside Inn و Gidleigh Park. عملت في مطعم فندق St Enodoc Hotel في Rock، في كورنوال، في البداية كطاهية ثم كرئيسة طهاة. وأثناء وجودها هناك، فازت بلقب Young Cornish Fish Chef of the Year.
في عام 2002، عرض جوردون رامزي على سميث وظيفة في مطعم جوردون رامزي. في عام 2007، تم الإعلان عنها كرئيسة طهاة جديدة لمطعم جوردون رامزي، لتصبح أول طاهية في المملكة المتحدة تدير مطعمًا بثلاث نجمات ميشلان. من بين 121 مطعمًا بريطانيًا حاصل على نجمة ميشلان وقت تعيينها، كان هناك سبعة فقط رئيسات للطهاة من الإناث. كانت قد غادرت مطعم رامزي للعمل لمدة عام ونصف في مطعم Le Louis XV في Alain Ducasse في موناكو، قبل أن تعود مرة أخرى إلى المملكة المتحدة لإدارة المطعم الذي يتخذ من تشيلسي مقراً له. تولت المسؤولية من Zanoni، الذي كان متوجهاً إلى فرساي لافتتاح مطعم جديد لـ Gordon Ramsay.
قالت سميث في رسالة بريد إلكتروني إلى المجلة، «لقد أبقينا القائمة قريبة جدًا من Core في الوقت الحالي، وسوف تتطور بمرور الوقت عندما أكون هناك، والذي سيكون قريبًا.»

## حياتها الشخصية
تعيش سميث في هامبستيد، ومتزوجة من، جرانت، يعمل في المالية.